# 레이몬드 맥크리시
레이먼드 맥크리시(아일랜드어: Réamonn Mac Raois 레몬 막 리스, 영어: Raymond McCreesh, 1957년 2월 25일~1981년 5월 21일)는 아일랜드 공화국군 임시파(PIRA) 요원이다. 1976년 동료 요원 둘과 함께 영국 육군 초소를 습격하려 하다가 체포되었다. 이후 메이즈 교도소에 수감되었다가 아일랜드 단식투쟁 당시 단식에 동참하다 굶어 죽었다.